# Phalops pauliani
Phalops pauliani är en skalbaggsart som beskrevs av Mercedes Barbero, Claudia Palestrini och Angela Roggero 2003. Phalops pauliani ingår i släktet Phalops och familjen bladhorningar. Inga underarter finns listade i Catalogue of Life.